# Пјовел (Тревизо)
Пјовел је насеље у Италији у округу Тревизо, региону Венето.
Према процени из 2011. у насељу је живело 85 становника. Насеље се налази на надморској висини од 26 м.